# Abbaye Notre-Dame-de-la-Pierre
L'abbaye Notre-Dame-de-la-Pierre (en allemand Kloster Mariastein) est une abbaye appartenant à la congrégation bénédictine de Suisse. Elle se situe dans le canton de Soleure à Metzerlen-Mariastein.
Son pèlerinage est le deuxième de Suisse, après celui de l'abbaye d'Einsiedeln. L'abbé actuel est Ludwig Ziegerer.

## Histoire
L'histoire du pèlerinage commence au XVe siècle avec un jeune vacher parti garder son troupeau avec sa mère sur les hauteurs. Pendant que sa mère se reposait dans une anfractuosité, le jeune garçon s'éloigna et manqua de tomber. Il aperçut alors une belle dame qui disparut mystérieusement après lui avoir montré un site sur un roc et l'enfant fut préservé de la chute. À son retour, ses parents, à la description que leur fit leur fils furent persuadés qu'il s'agissait d'une apparition de la Vierge Marie. Ils firent édifier une petite chapelle de pierre au-dessus de la petite caverne. Elle fut reconstruite en 1470, après un incendie, et les pèlerins affluèrent.
Le chevalier Hans Thüring Reich von Reichenstein fut miraculeusement guéri en 1541 et la famille agrandit la chapelle (depuis appelée aussi la Reichenstein Kapelle). La Vierge, appelée « ND de Consolation », fut sculptée entourée d'angelots.
Des moines bénédictins de l'abbaye de Beinwil vinrent assurer la direction spirituelle du pèlerinage à partir de 1636 et construisirent l'abbaye actuelle en 1647-1648, qui s'agrégea à la congrégation bénédictine de Suisse sur les instances du légat du Pape. Le pèlerinage devint alors extrêmement populaire en Suisse, jusqu'en Allemagne méridionale et en Alsace.
L'abbaye fut sécularisée en 1798, pendant la Révolution française et l'invasion des troupes françaises et fut rouverte en 1803 ; mais en 1874, pendant le Kulturkampf suisse, les bénédictins furent obligés de s'exiler à Delle en France. Ils furent à nouveau chassés par la loi sur les congrégations de 1901. Ils trouvèrent alors refuge à Dürnberg, puis à Bregenz en Autriche.
Les autorités nationales-socialistes expulsèrent les bénédictins pendant le Kirchenkampf en 1941 et ceux-ci demandèrent à nouveau l'asile dans leur patrie qui leur concéda leur retour à l'abbaye de Notre-Dame-de-la-Pierre. Celle-ci retrouva son statut officiel d'abbaye en 1971.

Vue aérienne (1950)
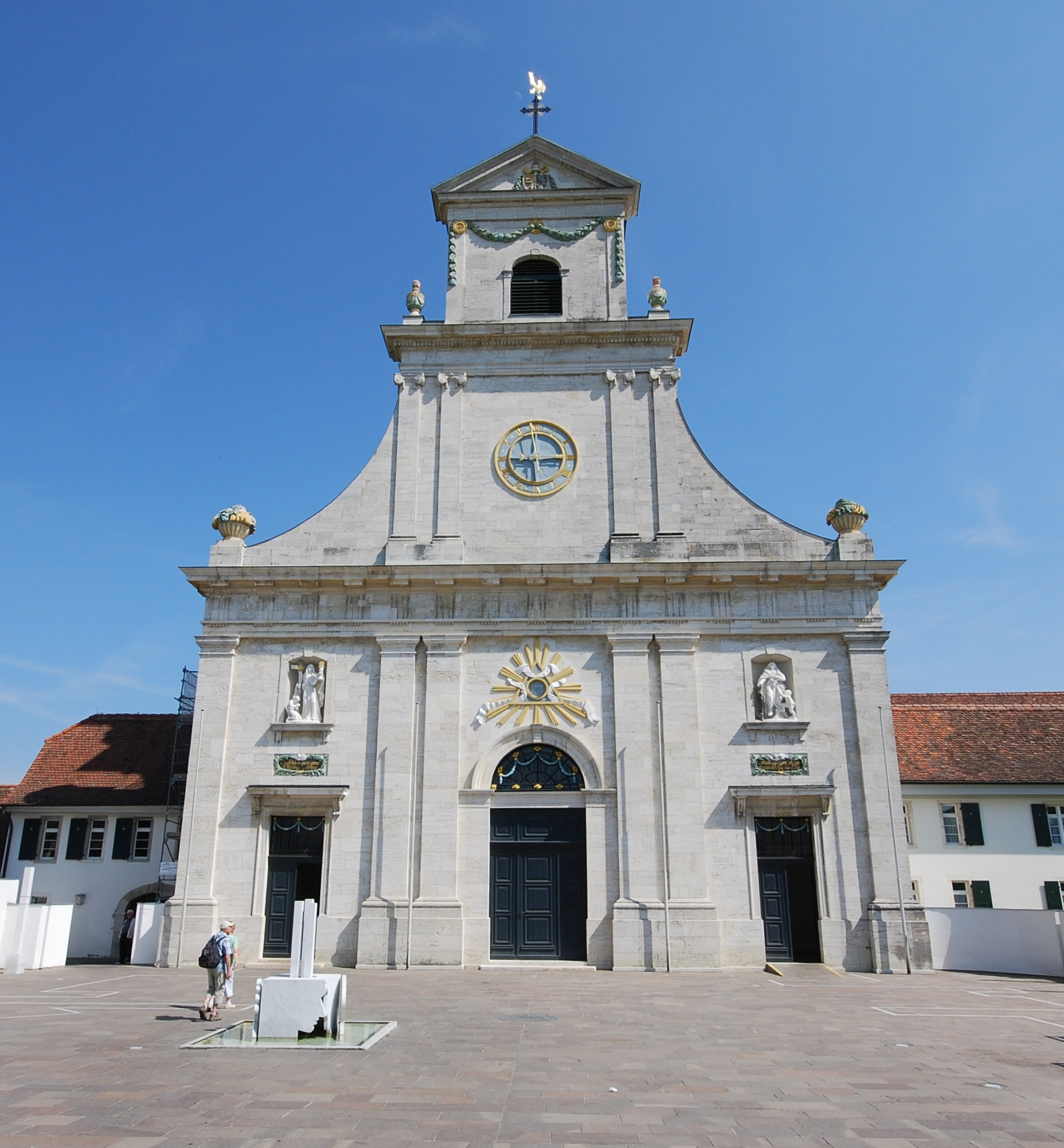
Façade de l'église
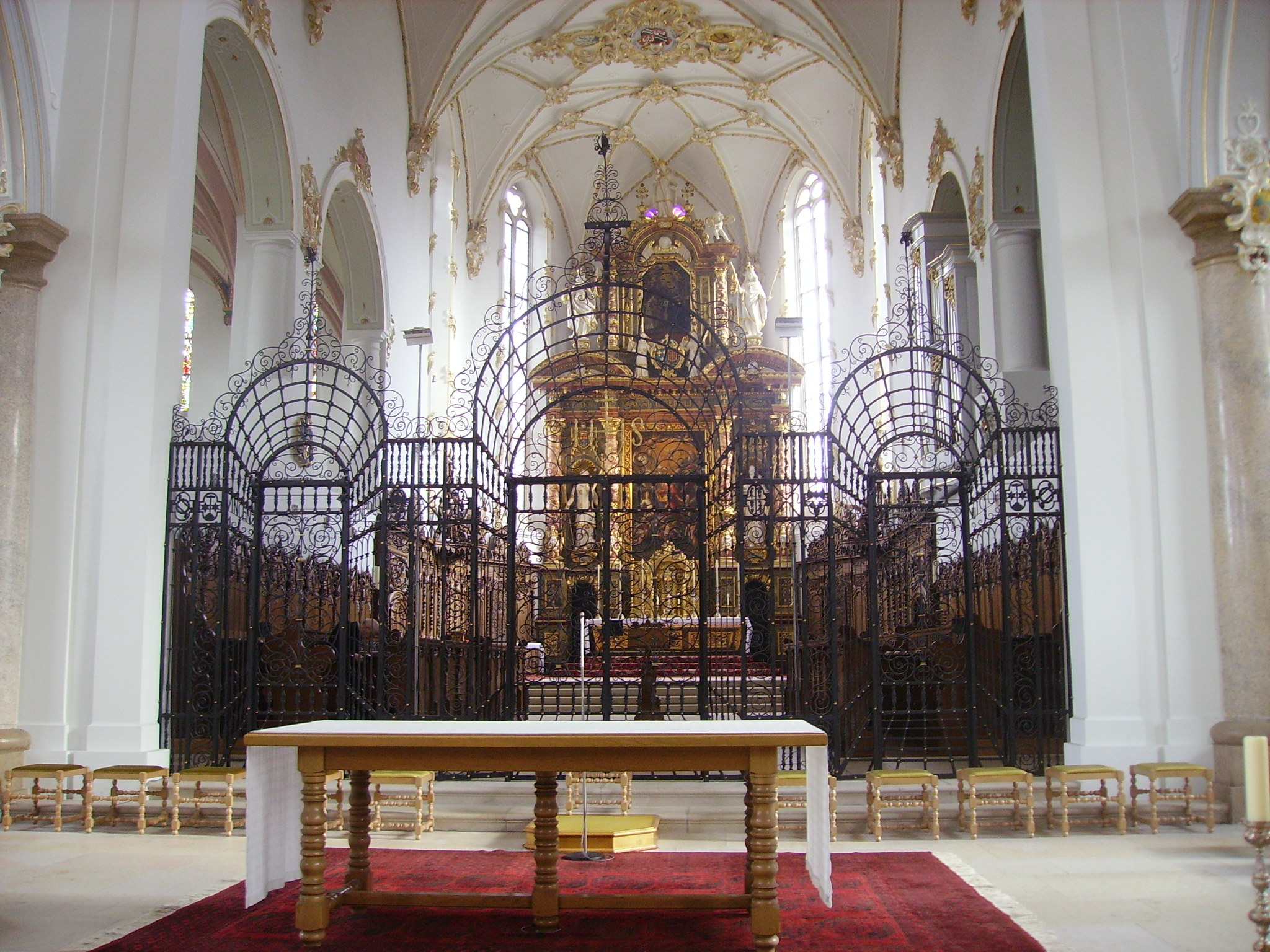
Intérieur
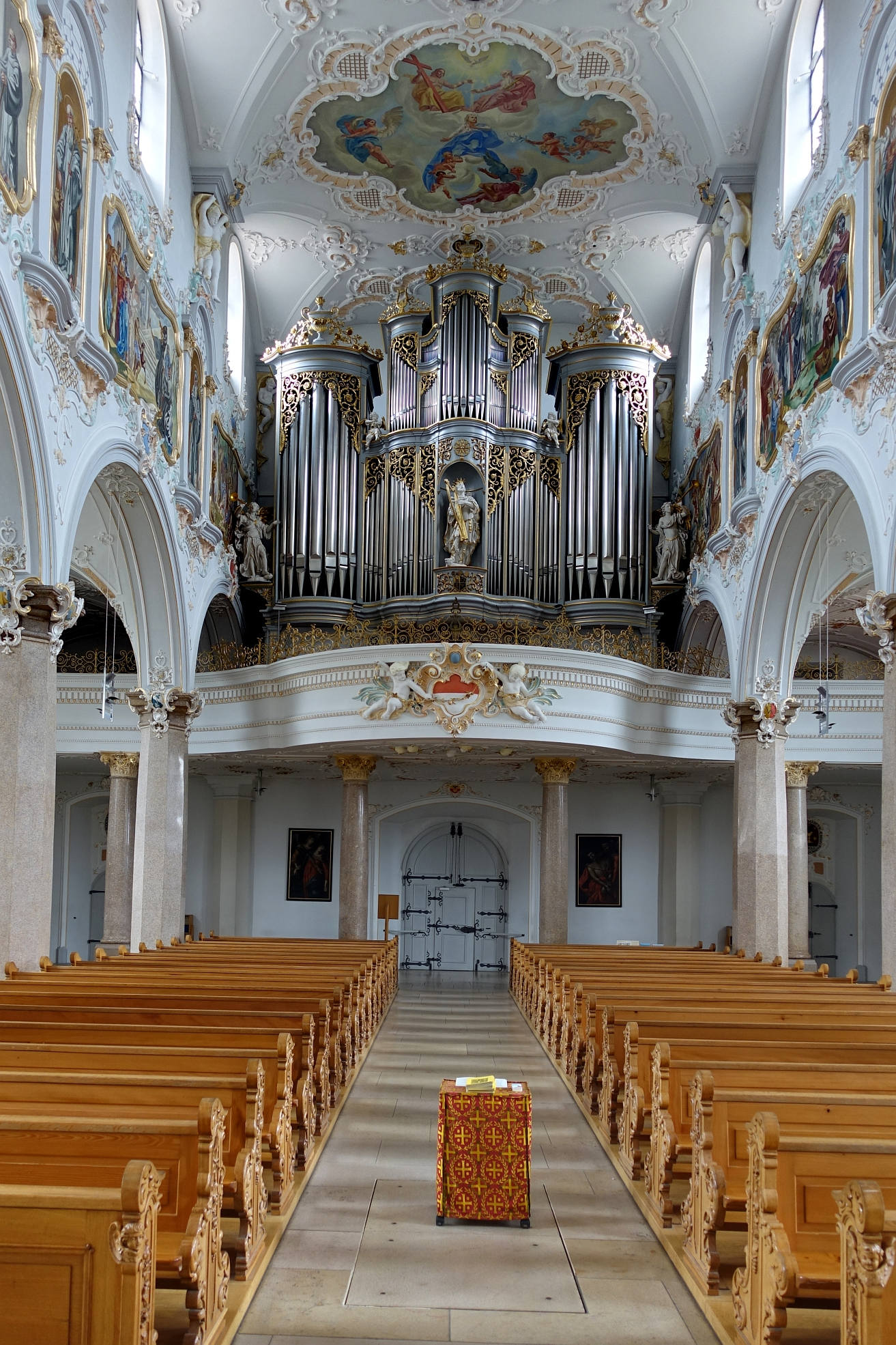
Orgues
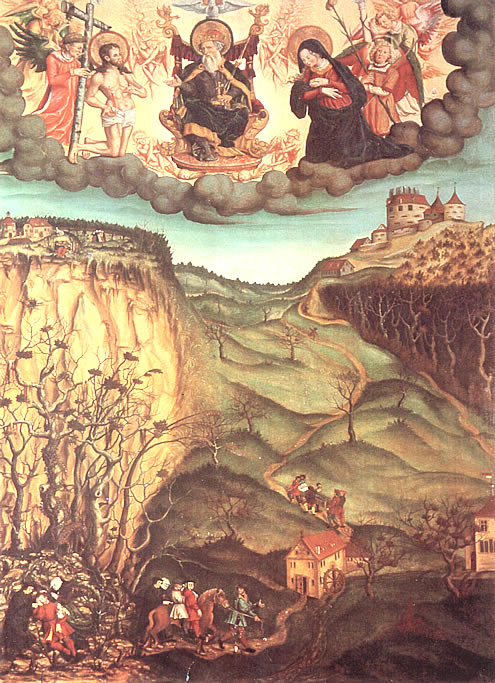
Le miracle de ND de la Pierre (1543)

## Abbés
- Fintan Kieffer, 1633–1675[4]
- Augustin Reutti/Rütti, 1675–1695[5]
- Esso Glutz, 1695–1710[6]
- Maurus Baron, 1710–1719[7]
- Augustin Glutz, 1719–1745[8]
- Hieronymus Altermatt, 1745–1765[9]
- Hieronymus Brunner, 1765–1804[10]
- Placidus Ackermann (de), 1804–1841[11]
- Bonifaz Pfluger, 1841–1850[12]
- Karl Schmid, 1851–1867[13]
- Leo Stöcklin (de), 1867–1873[14]
- Karl Motschi, 1873–1900[15]
- Vinzenz Motschi, 1900–1905[16]
- Augustin Rothenflue, 1905–1919[17]
- Augustin Borer, 1919–1937[18]
- Basilius Niederberger (de), 1937–1971[19]
- Mauritius Fürst, 1971–1995[20]
- Lukas Schenker (de), 1995–2008[21]
- Peter von Sury (de), 2008–2025[22]
- Ludwig Ziegerer, depuis 2025[2]